# Lista dos condes de Meaux
A região relativa ao Condado de Meaux fazia parte (486) dos territórios sob o domínio dos Merovíngios, com Clóvis I. O então mais importante centro religioso de Meaux é fundado, em 660, pelo bispo Farão, o mosteiro de Saint Croix.
Em 862 Luís II o Gago é reconhecido como o primeiro conde,é sucedido em 877 por Teodeberto, irmão do bispo de Paris. Teodeberto enfrenta os normandos em sua segunda investida. A primeira deu-se em 862. Os normandos, avançam pelo Marne, saqueiam e queimam a cidade, devastam-na completamente, obrigando os sobreviventes a se refugiarem no interior.

Brasão de armas dos Condes de Meaux.

Em 896 tem início o domínio dos Herbertianos, com Herberto I conde de Vermandois. Em 943, com Roberto I de Meaux, o condado é reconhecido como tal. Em 1151 o condado é incorporado ao Condado de Champanhe. Em 1179 o conde Henrique I, o Liberal cria um código de leis para a região e em 1284, com o casamento de Joana de Navarra, herdeira do condado de Champanhe, e Felipe, o Belo, dá-se a anexação do condado, já inserido ao condado de Champanhe, à coroa Francesa.
Durante a guerra dos cem anos, em 1420, a cidade é sitiada e tomada pelo rei inglês Henrique V

## Condes de Meaux

### Dinastia carolíngia
1. 862-877 : Luís II o Gago († 879) rei da França (877-879)
2. 877-896 : Teodeberto, irmão de Anscarico (886-911), bispo de Paris

### DinastiaHerbertiana

Brasão de Armas do Condado de Vermandois.

1. 896-902 : Herberto I de Vermandois († 902), conde de Vermandois
2. 902-943 : Herberto II de Vermandois († 943), conde de Vermandois, filho do precedente

casou-se à Adélia, filha de Roberto I, rei de França

Brasão de armas dos Condes de Troyes.

1. 943-966 : Roberto I de Meaux († 966), conde de Meaux (943-967) e de Troyes (956-967), filho do precedente

casou-se à Adelaide Verra, condessa de Troyes, filha de Gilberto de Chalon, conde principal dos Borgonheses
1. 967-995 : Herberto de Vermandois, conde de Meaux e de Troyes, filho do precedente
2. 995-1022 : Estevão I de Troyes, conde de Meaux e de Troyes, filho do precedente

Brasão de armas do Condado de Blois.

1. 1022-1037 : Eudes II de Blois (983 † 1037), conde de Blois, de Reims, de Meaux e de Troyes, primo do precedente, descendente de Herberto II, conde de Vermandois

casou-se em primeiras núpcias em 1103 com Matilde de Normandia († 1006)
casou-se em segundas núpcias com Ermengarda de Auvérnia
1. 1037-1047 : Estevão II († 1047), conde de Meaux e de Troyes, filho do precedente e de Ermengarda de Auvérnia
2. 1047-1066 : Eudes II de Troyes († 1115), conde de Meaux e de Troyes, filho do precedente

ele acompanhou Guilherme I, o Conquistador e se fixou na Inglaterra. Seu tio então deu-lhe seus domínios em Champanhe.
1. 1066-1089 : Teobaldo I (1019 † 1089), conde de Blois, de Meaux e de Troyes, tio do precedente, filho de Eudes I e de Ermengarda de Auvérnia

casou-se em primeiras núpcias com Gersinda do Maine
casou-se em segundas núpcias com Adelaide de Valois
1. 1089-1102 : Estevão-Henrique, († 1102), conde de Blois e de Meaux, filho de Teobaldo I e de Gersinda do Maine.[1][2]

casou-se à Adélia de Normandia
1. 1102-1151 : Teobaldo II, († 1152), conde de Blois e de Meaux, conde de Champanhe em 1125, filho do precedente.

1. Veja a lista dos condes Champanhe